# Nino Essebua
Nino Essebua (georgisch ნინო ესებუა, englische Transkription: Nino Esebua; * 24. April 1984) ist eine ehemalige georgische Tennisspielerin.

## Karriere
Essebua spielte vorrangig auf des ITF Women’s Circuit, wo sie aber keinen Titel gewinnen konnte.
Sie spielte 2000 und 2001 vier Begegnungen mit fünf Matches für die georgischen Fed-Cup-Mannschaft. Sie gewann alle fünf Spiele, davon ein Einzel und vier Doppel.